# بتا درنا
بتا درنا یک ستاره است که در صورت فلکی درنا قرار دارد.